# Wolfgang Georg Fischer
 (octobre 2020).
Si vous disposez d'ouvrages ou d'articles de référence ou si vous connaissez des sites web de qualité traitant du thème abordé ici, merci de compléter l'article en donnant les références utiles à sa vérifiabilité et en les liant à la section « Notes et références ».
Wolfgang Georg Fischer, né le 24 octobre 1933 à Vienne et mort le 23 septembre 2021, est un écrivain autrichien et un expert en œuvres d’art spécialiste de la modernité classique viennoise (Gustav Klimt, Oskar Kokoschka et Egon Schiele).

## Biographie
Fischer a pour père le libraire et éditeur Heinrich Robert Fischer (librairie Frick, Vienne, Graben n° 27). Sa mère Martha Fischer, née Hölzl, est la fille du député social-démocrate Anton Hölzl, représentant de la circonscription sud-ouest de Vienne au Parlement de la Première République. Son grand-père paternel Georg Fischer est un avocat des commerçants juifs de Vienne.
Fischer grandit dans la maison de la Ringstrasse située au n° 35 du Schottenring (et qui est également le siège du cabinet d’avocats Georg Fischer, Robert Fischer et Josef Rochlitzer) ainsi que dans la banlieue résidentielle de Pötzleinsdorf. En 1938, à la suite de l’Anschluss, sa famille doit émigrer en raison de l’origine juive de son père. Elle se réfugie d’abord en Yougoslavie.
En 1940, Fischer rentre à Vienne avec sa mère. Après avoir terminé avec succès son cursus au lycée (le Realgymnasium, dans lequel la part de l’enseignement scientifique est importante), il étudie l’histoire de l'art et l’archéologie, fréquentant successivement les universités de Vienne, de Fribourg-en-Brisgau et de Paris. En 1961, il reçoit le titre de « Doctor philosophiae » pour une thèse sur le peintre français du XVIIe siècle Claude Vignon. De 1961 à 1963, il enseigne à Cambridge (Massachusetts), à l’université Harvard ainsi qu’au Smith College. À partir de 1963, Fischer vit à Londres, où il travaille pour la galerie d’art Marlborough Fine Art à la fondation de laquelle son père avait participé en 1948.
En septembre 1939 en effet, son père avait cherché refuge en Grande-Bretagne. Il avait été interné sur l’île de Man en tant qu’« ennemy alien », avant de s’engager comme volontaire dans l’armée britannique. Après la fin de la Seconde Guerre mondiale, il avait ouvert à Londres la galerie Marlborough Fine Art, en association avec un autre émigrant d’origine viennoise, Frank Lloyd (Kurt Levaj). La galerie faisait surtout la promotion de l’art des XIXe et XXe siècle, étendant son intérêt à l’expressionnisme allemand et à la modernité classique viennoise. Henry Moore, Oskar Kokoschka et d’autres artistes reçurent ainsi le soutien des Fischer père et fils. De 1972 à 1995, Wolfgang Fischer dirige à Londres la galerie Fischer Fine Art (30 King Street). Depuis 1995 il vit de nouveau à Vienne.
Parallèlement à son activité de galeriste, il publie aussi des textes littéraires et participe en 1982 au concours Ingeborg Bachmann à Klagenfurt. Il est l’auteur de nombreuses nouvelles et de nombreuses œuvres poétiques, qui restent en partie non publiées.
Avec son ami historien d’art et architecte Hans Buchwald, Fischer a été cofondateur d’un comité pour l’érection d’un monument à la mémoire des exilés, émigrés et victimes d’assassinat de l’institut d’histoire de l’art de l’université de Vienne. Ce monument a été inauguré en 2008 dans la cour 8 du campus de l’Université, en face de l’Institut d’histoire de l’art. Il rappelle le souvenir des plus de soixante historiens et historiennes de l’art d’origine juive qui ont été contraints d’émigrer ou ont été assassinés dans les camps d'extermination nazis.

## Distinctions
- En 1959, il reçoit un prix de soutien à la littérature de la ville de Vienne.
- En 1970, c’est à lui qu’est accordé le prix helvétique Charles Veillon, qui récompense chaque année le meilleur roman écrit dans l’une des trois langues parlées en Suisse : l’allemand, le français et l’italien.
- En 1981, il reçoit la Croix d’Honneur autrichienne de première classe pour les sciences et les arts, ainsi que le titre de Professeur honoris causa pour les services rendus à la culture et à l’art autrichiens (par exemple la première exposition Schiele à Londres en 1964 et les premières expositions consacrées à des artistes autrichiens comme Alfred Hrdlicka, Arik Brauer ou Hubert Schmalix, entre autres).
- Fischer est président du PEN club autrichien de 1988 à 2001. Il garde depuis le titre de président d’honneur.

## Ouvrages de W. G. Fischer

### Œuvres publiées
- Wohnungen (Habitations), Hanser, Munich, 1969.
- Simplex Simplicius. Ein fast historischer teutscher Bilderbogen (Simplex Simplicius, un livre d’images tudesque presque historique), Universal Edition, Vienne 1970 (musique  d‘Alexander Goehr).
- Möblierte Zimmer (Chambres meublées), Hanser, Munich 1972. Première partie d’une tétralogie comprenant Wohnungen (1900 - 1938), Möblierte Zimmer (1938 - 1940), Tausendjährige Dinge (Choses millénaires) (1940 - 1945) et Zimmer für Zimmer (Pièce d’habitation pour pièce d‘habitation) (1945 - 1955).
- Die Zuckerzwerge aus dem Zwergenzuckerland (Le Nain en sucre venu du pays en sucre habité par des nains), Herder, Fribourg-en-Brisgau, 1975 (illustrations de Monika Beisner).
- Gustav Klimt & Emilie Flöge, Brandstätter, Vienne, 1987.
- Die Mauer (Le Mur), Ernst & Sohn, Berlin, 1990 (avec les photos de Fritz von der Schulenburg).
- Egon Schiele, Taschen, Cologne, 1994.
- Wolfgang Georg Fischer : In 80 Jahren um die Welt 1933–2013 (Le Tour du monde en quatre-vingt ans, 1933–2013 ), Vienne, 2013.
- Aus meinen Schreibstuben in London, Wien und am Grundlsee 1951- 2018 (Tiré de mes chambres d’écriture 1951-2018), édité par Evelyn Adunka et Helmuth A. Niederle (volume 114 des textes édités par le Pen Club autrichien), Löcker Verlag (éditions Löcker), Vienne, 2018.  (ISBN 978-3-85409-944-4).

### Œuvres non publiées
- Polnische Schwäne überleben (Les Cygnes polonais survivent). Polnische Tagebücher (Journaux polonais) I (1978) et II (1989). Beschreibung zweier Lesereisen (Recension de deux voyages d’écrivain) – également traduit en polonais.
- Tausendjährigen Dinge (cf. ci-dessus).
- Zimmer für Zimmer (cf. ci-dessus).